# الهجيرية (الجوبة)

تعديل مصدري - تعديل

الهجيرية هي إحدى قرى عزلة يعرة بمديرية الجوبة التابعة لمحافظة مأرب، بلغ تعداد سكانها 76 نسمة حسب تعداد اليمن لعام 2004.